# Sayonara (chanson de Kana Nishino)
Pour les articles homonymes, voir Sayonara.
Singles de Kana Nishino
Namida-iro
(2013) We Don't Stop
(2014)
Pistes de with LOVE
25 Stand Up
Sayonara (さよなら) est le 22e single de la chanteuse de J-pop Kana Nishino.

## Présentation
Il est sorti sous le label SME Records Inc. le 23 octobre 2013 au Japon. Il sort au format CD et CD+DVD. Il atteint la 4e position à l'Oricon. Il se vend à 22 820 exemplaires la première semaine et reste classé 15 semaines pour un total de 42 567 exemplaires vendus. Sayonara a été utilisée comme thème musical pour le drama Glass no Ie. La chanson Sayonara se trouve sur l'album with LOVE.

## Pistes
| No | Titre                                     | Paroles                          | Musique                            | Arrangements                            | Durée |
| -- | ----------------------------------------- | -------------------------------- | ---------------------------------- | --------------------------------------- | ----- |
| 1. | Sayonara (さよなら)                       | Kana Nishino, Saeki youthK (RzC) | Saeki youthK (RzC)                 | Pochi, Saeki youthK (RzC)               | 5:14  |
| 2. | Brand New Me                              | Kana Nishino                     | SKY BEATZ, FAST LANE, Lisa Desmond |                                         | 3:39  |
| 3. | Aitakute Aitakute (Live on MTV Unplugged) | Kana Nishino, GIORGIO 13         | GIORGIO CANCEMI                    | DJ Mass, Kyōko Ōsako & All Band Members | 5:15  |

| 1. | Sayonara (Jacket Making Off Shot) (さよなら) |  |
| 2. | Special Interview                            |  |